# Grammitis marginella
Grammitis marginella (Sw.) Sw. é uma espécie de fetos pertencente à família Polypodiaceae.

## Descrição
A espécie tem a sua principal área de distribuição na América Central, onde é epífita em florestas de altitude (1500–2500 m acima do nível médio do mar).

## Subespécies
Nos Açores a espécie está representada pela subespécie Grammitis marginella (Sw.) Sw. subsp. azorica H. Schäefer, presente nas ilhas do Pico e das Flores nos andares meso e supratemperado. A espécie é epífita inserindo-se na aliança fitossociológica da Ericetalia azoricae.